# Коченешти (Арђеш)
Коченешти (рум. Cocenești) насеље је у Румунији у округу Арђеш у општини Миоареле. Oпштина се налази на надморској висини од 832 m.

## Становништво
Према подацима из 2002. године у насељу је живело 228 становника, од којих су сви румунске националности.